# زاهدان مقدس
زاهدان مقدس یا زاهدهای پرهیزکار (به انگلیسی: The Hermit Saints) یک نقاشی با تکنیک رنگ روغن بر روی سه‌لتی است که توسط هیرونیموس بوش خلق شده‌است، قدمت آن در حدود سال ۱۴۹۳ است و ۸۶ * ۶۰ سانتی‌متر ابعاد دارد. این اثر در گالری دل‌آکادمیا، ونیز در ایتالیا نگهداری می‌شود.

## تاریخچه
با گذشت زمان، کار بسیار آسیب دیده‌است، شاید یکی از دلایل آن آتش‌سوزی باشد: به ویژه در قسمت مرکزی، آسمان، چشم‌انداز و سر سن ژروم (ژِروم قدیس) مجدداً رنگ آمیزی شده‌است. تاریخ ۱۴۹۳ با تجزیه و تحلیل درخت‌گاه‌شماری تأیید شده‌است.

## توضیحات

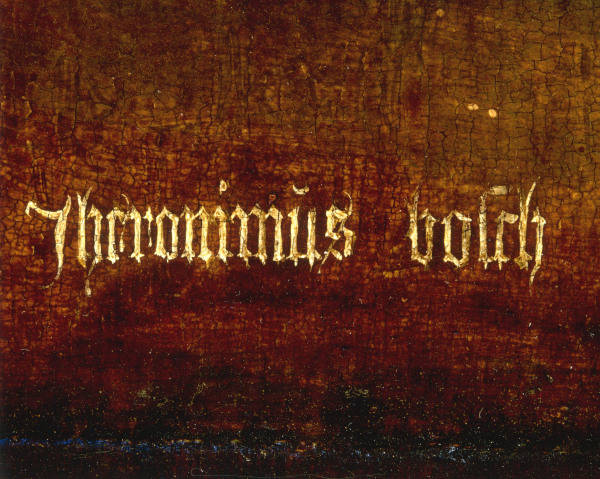
جزئیات امضای بوش.

هر یک از این سه صفحه یک مقدسین مسیحی مختلف را به تصویر می‌کشد. در مرکز سن ژروم است که در بیابان زانو زده و در صلیب بر روی چوب دعا می‌کند.
پانل سمت چپ آنتونی بزرگ را در منظره شبانه به تصویر می‌کشد. روستای آتش‌سوزی شاید تمثیل طاعون ارگوتیسم یا توانایی ادعای مقدسین در خاموش کردن آتش باشد. قدیس در حال جمع‌آوری آب استخر با یک سبو است. او با دید شیطانی مانند زن برهنه ای که در پشت چادر ظاهر شده، در جمع چندین شیطان احاطه شده‌است.
سمت راست تابلو، سن ژیل را نشان می‌دهد که در حال دعا کردن است. در این جایگاه یک فهرست رول شده قرار دارد که طبق افسانه طلایی، اسامی تمام کسانی که شامل لطف شفاعت وی می‌شوند، درج شده‌است. قدیس توسط یک پیکان تیر خورده‌است.

## مواد نقاشی
دانشمندان پروژه تحقیقات و حفاظت هیرونیموس بوش در مورد تمامی جنبه‌های فنی این سه‌گانه تحقیق کرده‌اند.
بوش رنگدانه‌های معمول دوره رنسانس مانند آزوریت، سرب-قلع زرد، شنگرفی و اخرایی همراه لاجورد طبیعی گران‌قیمت به کار برده‌است.